# Cryptanthus regius
Cryptanthus regius är en gräsväxtart som beskrevs av Elton Martinez Carvalho Leme. Cryptanthus regius ingår i släktet Cryptanthus, och familjen Bromeliaceae. Inga underarter finns listade i Catalogue of Life.